# Andrea Doria (1963)
Andrea Doria (numer burtowy C553) – włoski krążownik śmigłowcowy typu Andrea Doria, który wszedł do służby we włoskiej marynarce wojennej 23 lutego 1964 roku. Okrętowi nadano imię XVI-wiecznego admirała Andrea Doria. 

## Projekt i budowa

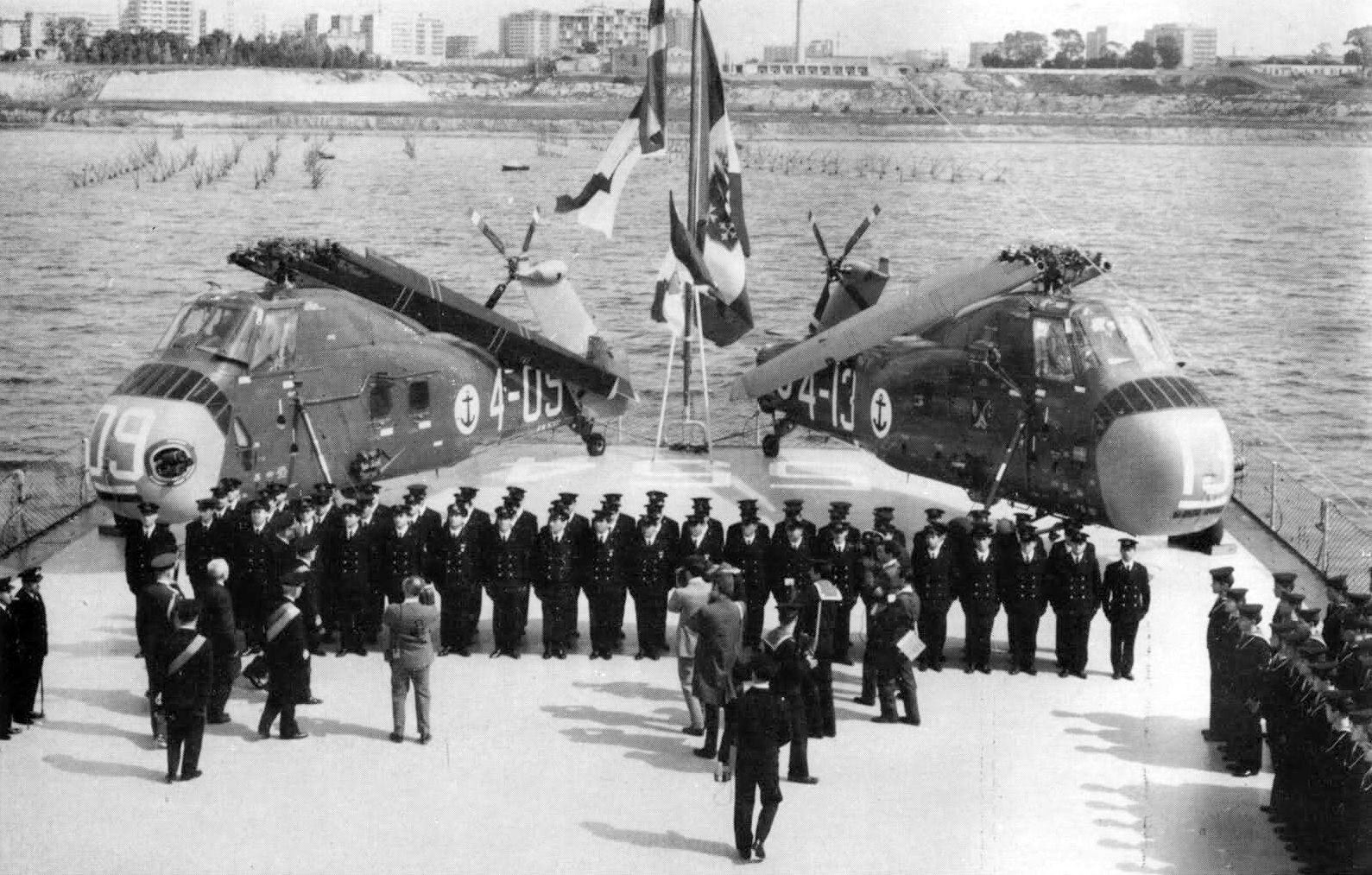
Dwa śmigłowce na pokładzie krążownika śmigłowcowego „Andrea Doria”

Zamówienie na pierwszy krążownik śmigłowcowy typu Andrea Doria dla Marine Militare zostało złożone w ramach programu rozbudowy floty realizowanego w latach 1957-1958, w mieszczącej się w Riva Trigoso stoczni Cantieri Navali del Tirreno Riuniti. Projekt okrętu bazował na niszczycielach typu Impavido. Zadaniem nowych okrętów miało być zapewnienie obrony przeciwlotniczej grupom okrętów i konwojom, a także misje zwalczania okrętów podwodnych. W celu realizacji tych celów niezbędne było powiększenie kadłuba nowych jednostek, głównie w celu pomieszczenie hangaru i lądowiska dla śmigłowców. Początkowo planowano wyposażyć okręt w śmigłowce Sea King, jednak okazały się być one zbyt duże i zdecydowano się na mniejsze, produkowane we Włoszech śmigłowce Agusta-Bell AB 212ASW, których na pokład okrętu można było zabrać cztery sztuki . 
Rozpoczęcie budowy nastąpiło 11 maja 1958 roku, wodowanie 27 lutego 1963 roku. W latach 1976–1978 okręt zmodernizowano wymieniając radary na nowe, a także dodając do uzbrojenia pociski przeciwlotnicze Standard SM-1 ER, które zastąpiły pociski Terrier . 

## Służba

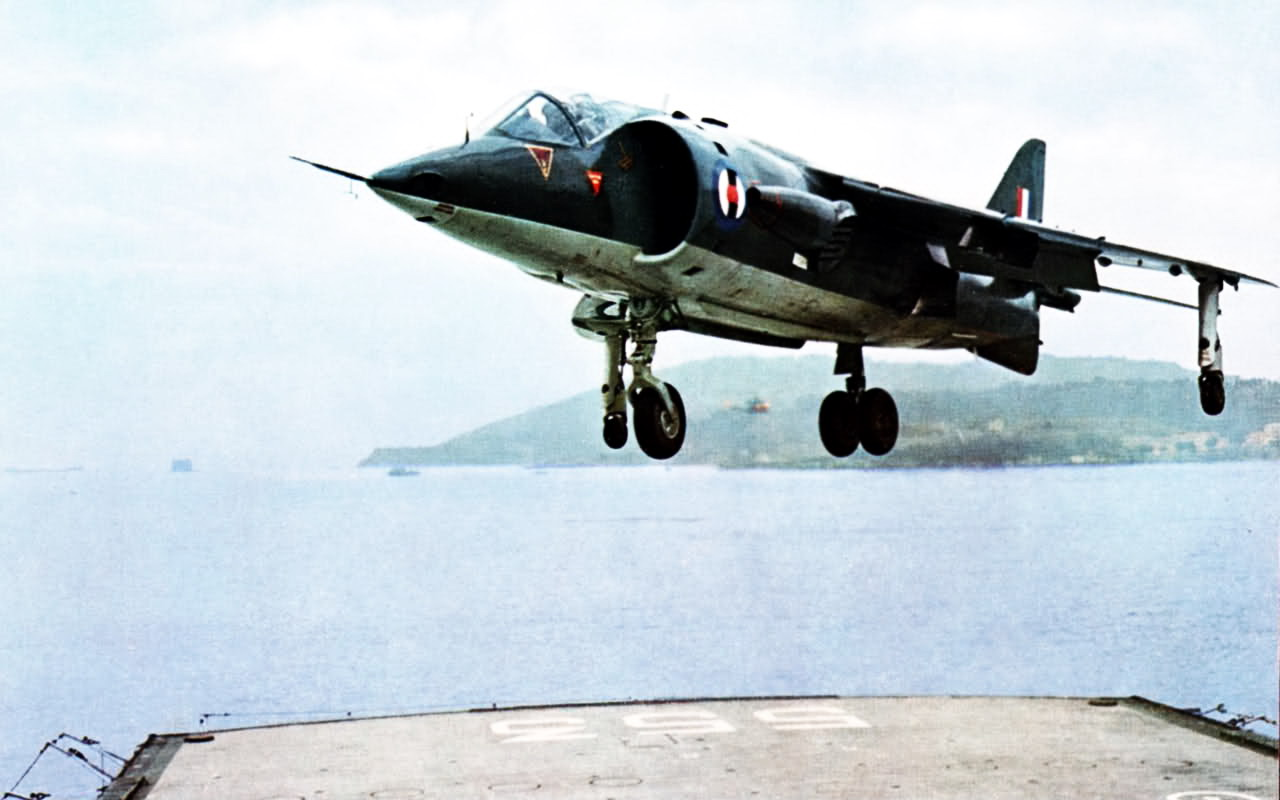
Test pionowego lądowania przeprowadzony przez Royal Navy Harrier na pokładzie załogi włoskiego krążownika „Andrea Doria”

„Andrea Doria” wszedł do służby 23 lutego 1964 roku. Po wejściu do służby okręt był intensywnie wykorzystywany podczas manewrów i misji szkoleniowych, głównie w rejonie Morza Śródziemnego. W czerwcu 1980 roku, uczestniczył w akcji poszukiwawczej związanej z katastrofą cywilnego samolotu pasażerskiego lotu Aerolinee Itavia 870. W listopadzie 1980 roku uczestniczył w akcji ratunkowej związanej z trzęsieniem ziemi na południu Włoch w Kampanii . W 1984 roku okręt wspierał włoski kontyngent działający w Libanie w związku z toczącą się tam wojną domową. W 1986 roku operował w pobliżu Libii w związku interwencją Stanów Zjednoczonych w tym kraju . 
Okręt wycofano ze służby 19 lipca 1991 roku.